# جيمس بي ويد
جيمس بي ويد (بالإنجليزية: James P. Wade)‏ هو كاتب أمريكي، ولد في 1930، وتوفي في 1983.